# Secundair onderwijs

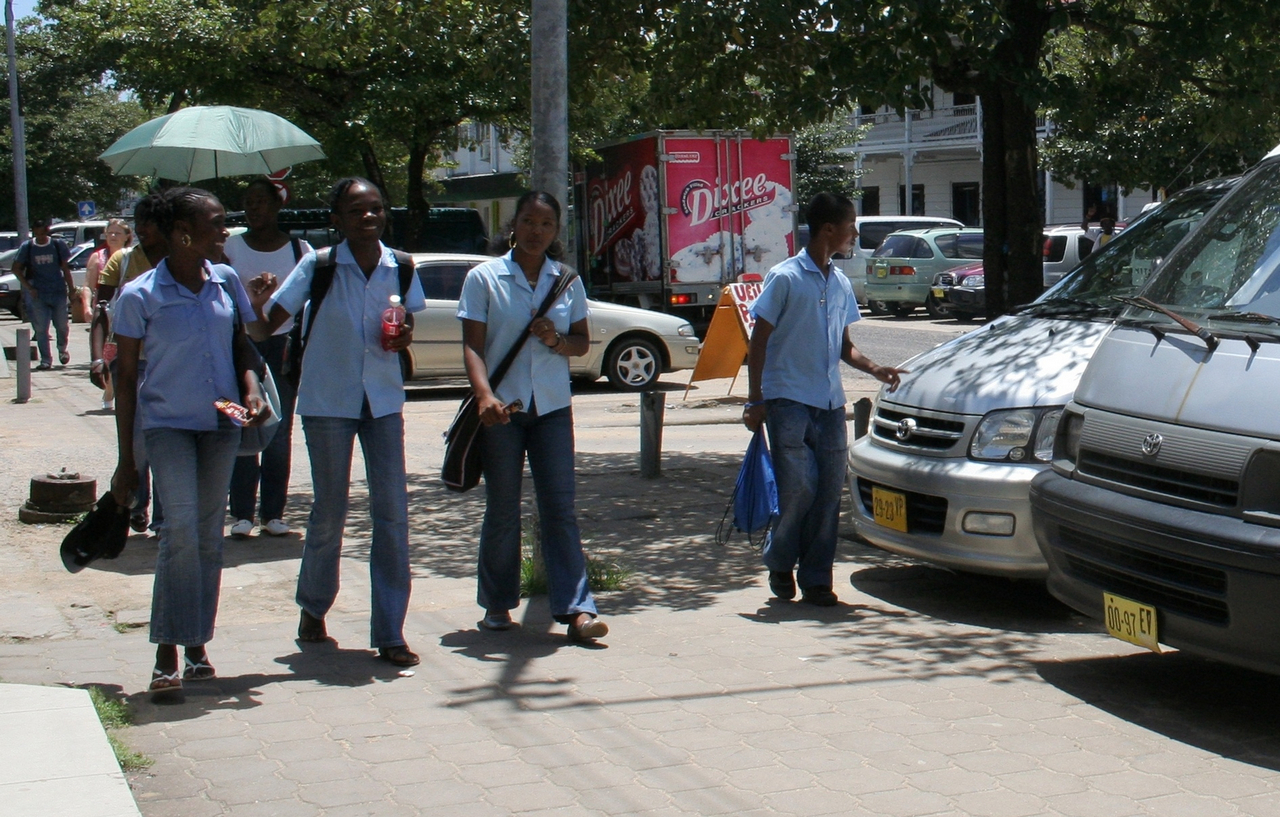
Kinderen in het voortgezet onderwijs in Suriname

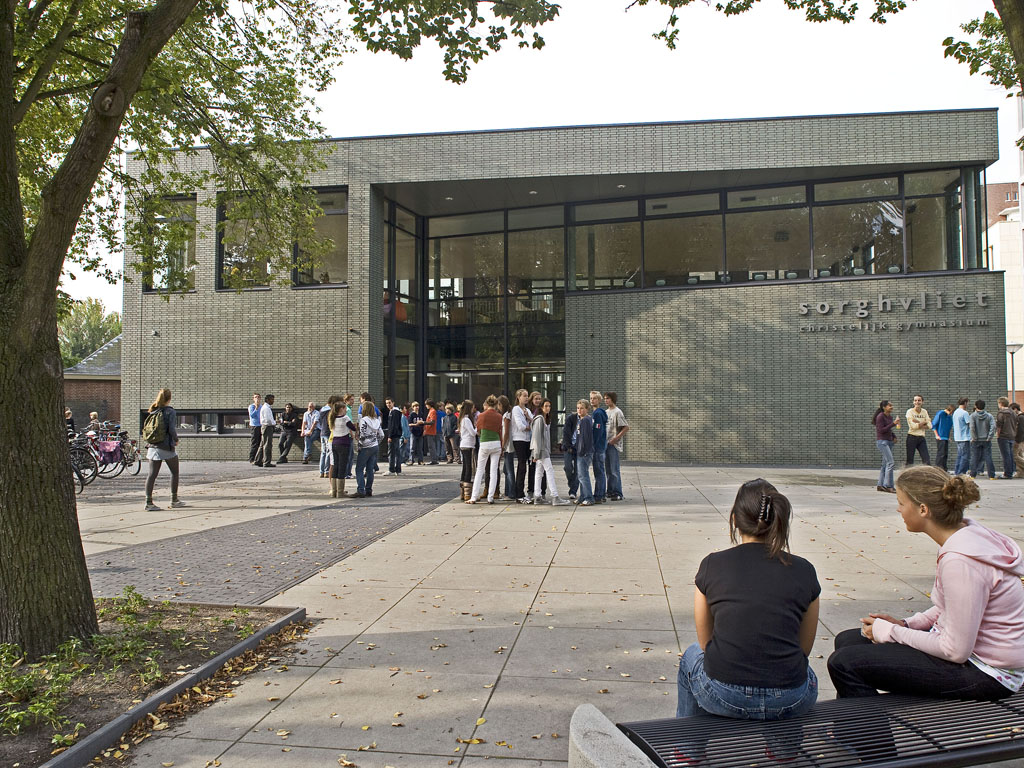
Christelijk Gymnasium Sorghvliet in Den Haag

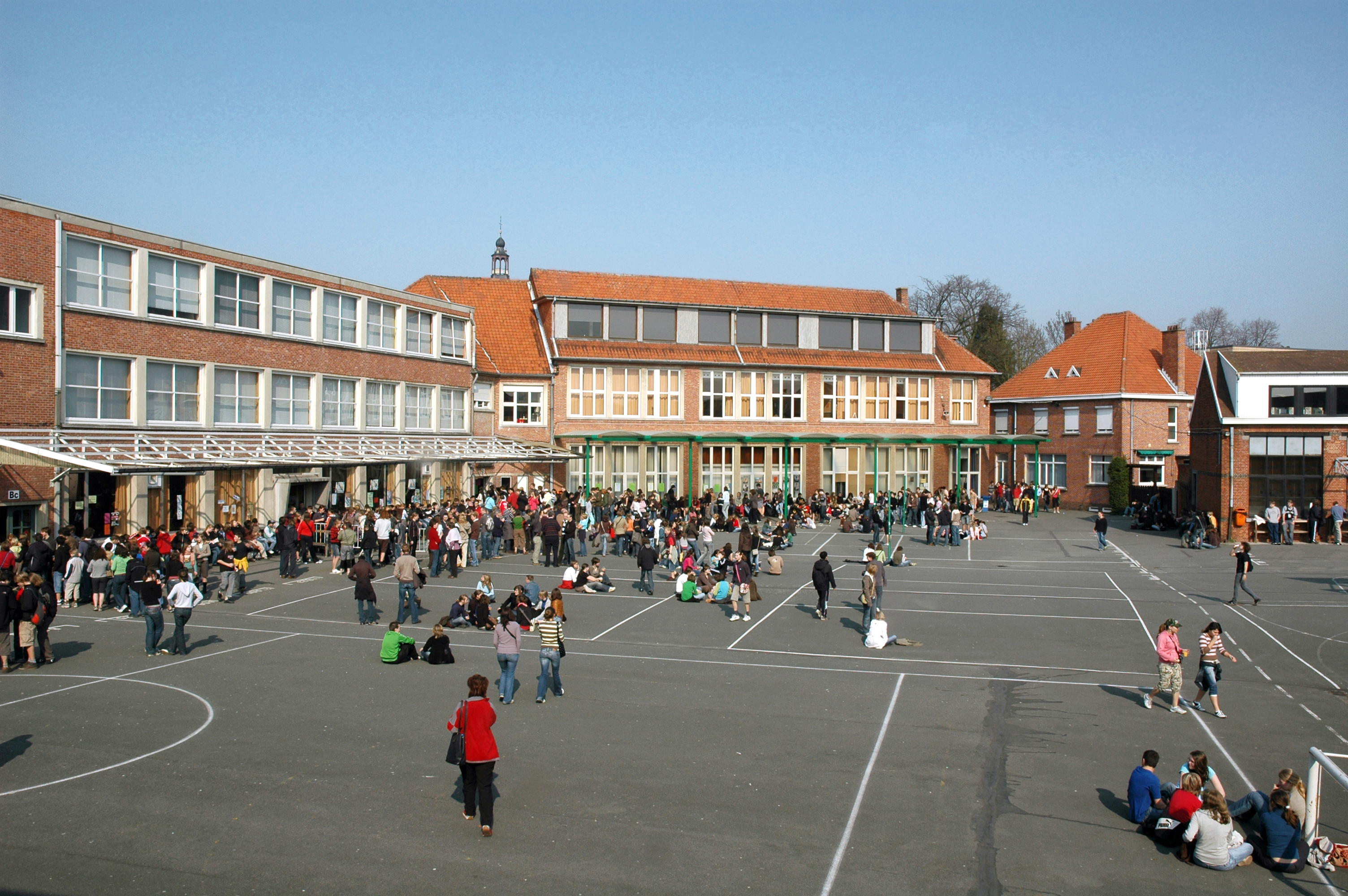
Olvi-Pius X in Zele

Secundair onderwijs of (in Nederland en Suriname) voortgezet onderwijs is de scholing van kinderen vanaf het zevende lesjaar, dat normaal gesproken begint op een gemiddelde leeftijd van 12 jaar. Het secundair onderwijs volgt op het primair onderwijs, dat de eerste zes jaar van de scholing vormt, als de kleuterschool niet wordt meegerekend. Een onderscheid met het primair onderwijs is dat er bij secundair onderwijs een groter onderscheid tussen verschillende vakken bestaat, die meestal door verschillende leraren en docenten worden behandeld. Secundaire scholen zijn daarom over het algemeen groter dan primaire scholen; ze kunnen tientallen tot honderden leraren en honderden tot duizenden leerlingen hebben. Het secundair onderwijs kan afhankelijk van de leerling drie tot zes jaar duren. Doel is de leerling voor te bereiden op een vakopleiding en op het zelfstandig functioneren in de maatschappij.
In sommige landen wordt onderscheid gemaakt tussen de eerste drie jaar van het secundair onderwijs (de "middenschool") en de laatste drie jaar (zoals de Amerikaanse high school). Ook komen systemen voor waarin het onderscheid wordt gemaakt tussen de eerste vier jaar en de laatste twee jaar. Er zijn ook landen waarin optioneel nog een zevende jaar kan worden doorgeleerd. 
Met name in westerse landen komen systemen voor waarin binnen dezelfde school verschillende niveaus van secundair onderwijs naast elkaar bestaan. Een voorbeeld is het Nederlandse systeem met zijn onderscheid tussen vmbo (4 lesjaren), havo (5 lesjaren) en vwo (6 lesjaren). Dergelijke systemen zijn wereldwijd zeldzaam: systemen waarin alle leerlingen zes jaar leerplicht hebben en min of meer hetzelfde curriculum doorlopen komen vaker voor.

## Examens
Aan het einde van het secundaire onderwijs doet een leerling examen in een bepaald aantal vakken, tenzij de school voortijdig wordt verlaten. Na hoeveel jaar de eerste examens worden afgenomen hangt in de meeste landen af van de leeftijd tot welke de leerplicht geldt. In veel landen is dat tot het 16e levensjaar. De tweedeling wordt dan gebruikt om jongeren eerder tot de arbeidsmarkt toe te laten.

## Geschiedenis
Vroeger kende men in België en Nederland de middelbare school, waar middelbaar onderwijs aan leerlingen werd gegeven. Schooltypen in Nederland waren onder meer hbs, mms, gymnasium en lyceum. Op 1 augustus 1968 zijn deze vervangen door "school voor voortgezet onderwijs", meestal in een scholengemeenschap. De benaming "middelbare school" leeft echter in het spraakgebruik nog voort als het over voortgezet onderwijs gaat. De historische benaming "middelbare school" werd in België in de 20e eeuw vervangen door secundair onderwijs, al wordt de benaming "middelbare school" ook daar nog algemeen gehanteerd.